# تأثير نفقي
في علم النفس التجريبي ، التأثير النفقي (بالإنجليزية: Tunnel effect)‏ هو تصور أن هناك جسم مفرد يتجاوز جسم احتجابي وبعد ذلك يعاود الظهور مرة أخرى بعد مقدار مناسب من الوقت من تواجده على الجانب الآخر من هذا الجسم الاحتجابي . وقد تمت دراسة هذه الظاهرة من قبل بيرك (Burke) عام (1952) ، والذي اكتشف أن المقدار الأمثل من الوقت اللازم لإعطاء انطباع  عن وجود جسم مفرد يعتبر أقصر من الوقت الفعلي المطلوب لعبور الانسداد في تلك السرعة .